# Pseudochirulus
Pseudochirulus es un género de marsupiales pertenecientes a la familia Pseudocheiridae. Son especies originarias de Nueva Guinea (Indonesia y Papúa Nueva Guinea) y Queensland (Australia).

## Especies
Se reconocen las siguientes:
- Pseudochirulus canescens
- Pseudochirulus caroli
- Pseudochirulus cinereus
- Pseudochirulus forbesi
- Pseudochirulus herbertensis
- Pseudochirulus larvatus
- Pseudochirulus mayeri
- Pseudochirulus schlegeli